# Gärdessjön (Seglora socken, Västergötland)
Gärdessjön är en sjö i Borås kommun i Västergötland och ingår i Viskans huvudavrinningsområde.